# جواو كامبوس
جواو كامبوس (بالبرتغالية: João Campos‏) هو منافس ألعاب قوى برتغالي، ولد في 22 سبتمبر 1958 في ألبوفيرا في البرتغال.

## وصلات خارجية
- جواو كامبوس على موقع الاتحاد الدولي لألعاب القوى (الإنجليزية)
- جواو كامبوس على موقع الاتحاد الأوروبي لألعاب القوى (الإنجليزية)
- جواو كامبوس على موقع أوليمبيديا (الإنجليزية)